# ディーン・デヴリン
ディーン・デヴリン（Dean Devlin, 1962年8月27日 - ）は、アメリカ合衆国の映画プロデューサー、脚本家、テレビディレクター、俳優である。制作会社のエレクトリック・エンターテインメントの設立者でもある。

## 私生活
ニューヨーク市で女優のピラー・スーラットと脚本家・俳優・プロデューサーのドン・デヴリンの間に生まれる。父はユダヤ系で母はフィリピン系である。妻は女優のリサ・ブレナーである。

## フィルモグラフィ

### 映画
- マイ・ボディガード My Bodyguard （1980年） 出演
- ワイルド・ライフ The Wild Life （1984年） 出演
- SF/攻防都市 City Limits （1984年） 出演
- 天才アカデミー Real Genius （1985年） 出演
- MOON44 Moon 44 （1990年） 出演
- ユニバーサル・ソルジャー Universal Soldier （1992年） 脚本
- スターゲイト Stargate （1992年） 製作・脚本
- インデペンデンス・デイ Independence Day （1996年） 製作・脚本・セカンドユニット監督
- GODZILLA Godzilla （1998年） 製作・脚本[1]
- パトリオット The Patriot （2000年） 製作
- スパイダー パニック! Eight Legged Freaks （2002年） 製作
- セルラー Cellular （2004年） 製作
- 誰が電気自動車を殺したか? Who Killed the Electric Car? （2006年） 製作総指揮
- フライボーイズ Flyboys （2006年） 製作
- インデペンデンス・デイ: リサージェンス Independence Day: Resurgence （2016年） 製作・脚本
- ジオストーム Geostorm （2017年）監督・製作・脚本
- 悪夢の逃避行 Bad Samaritan (2018年) 監督・製作

### テレビシリーズ
- ゴジラ ザ・シリーズ Godzilla: The Series （1999年 - 2000年） テレビアニメ、製作総指揮[1]
- レバレッジ 〜詐欺師たちの流儀 Leverage （2008年 - 2010年） テレビシリーズ、監督・製作総指揮